# Payena microphylla
Payena microphylla är en tvåhjärtbladig växtart som först beskrevs av De Vriese, och fick sitt nu gällande namn av William Burck. Payena microphylla ingår i släktet Payena och familjen Sapotaceae. Inga underarter finns listade i Catalogue of Life.